# جاريد إيمرسون جونسون
جاريد إيمرسون جونسون (بالإنجليزية: Jared Emerson-Johnson)‏ مواليد 13 أكتوبر 1981، هو ملحن ألعاب فيديو وممثل أمريكي بدأ مسيرته الفنية عام 2002.

## الأعمال

### ألعاب فيديو
- باك تو ذا فيوتشر: ذا جيم
- ذا واكينغ ديد
- الذئب بيننا
- صراع العروش

## الجوائز
| السنة | الحدث               | الجائزة                           | النتيجة |
| ----- | ------------------- | --------------------------------- | ------- |
| 2013  | بافتا               | أفضل موسيقى أصلية (ذا واكينغ ديد) | رُشِّح     |
| 2014  | جائزة جولدن جويستيك | أفضل صوت (الذئب بيننا)            | رُشِّح     |

## وصلات خارجية
- الموقع الإلكتروني